# غلين جونز (مغني)
غلين جونز (بالإنجليزية: Glenn Jones) هو مغني أمريكي، ولد في 1962 في جاكسونفيل في الولايات المتحدة.

## وصلات خارجية
- جلين جونز على موقع IMDb (الإنجليزية)
- جلين جونز على موقع ميوزك برينز (الإنجليزية)
- جلين جونز على موقع أول ميوزيك (الإنجليزية)
- جلين جونز على موقع ديسكوغز (الإنجليزية)